# خرچنگ پلنگی
خرچنگ پلنگی (نام علمی: Orithyia sinica) نام یک گونه از بالاخانواده دوریپاواران است.